# Albrecht Schütte

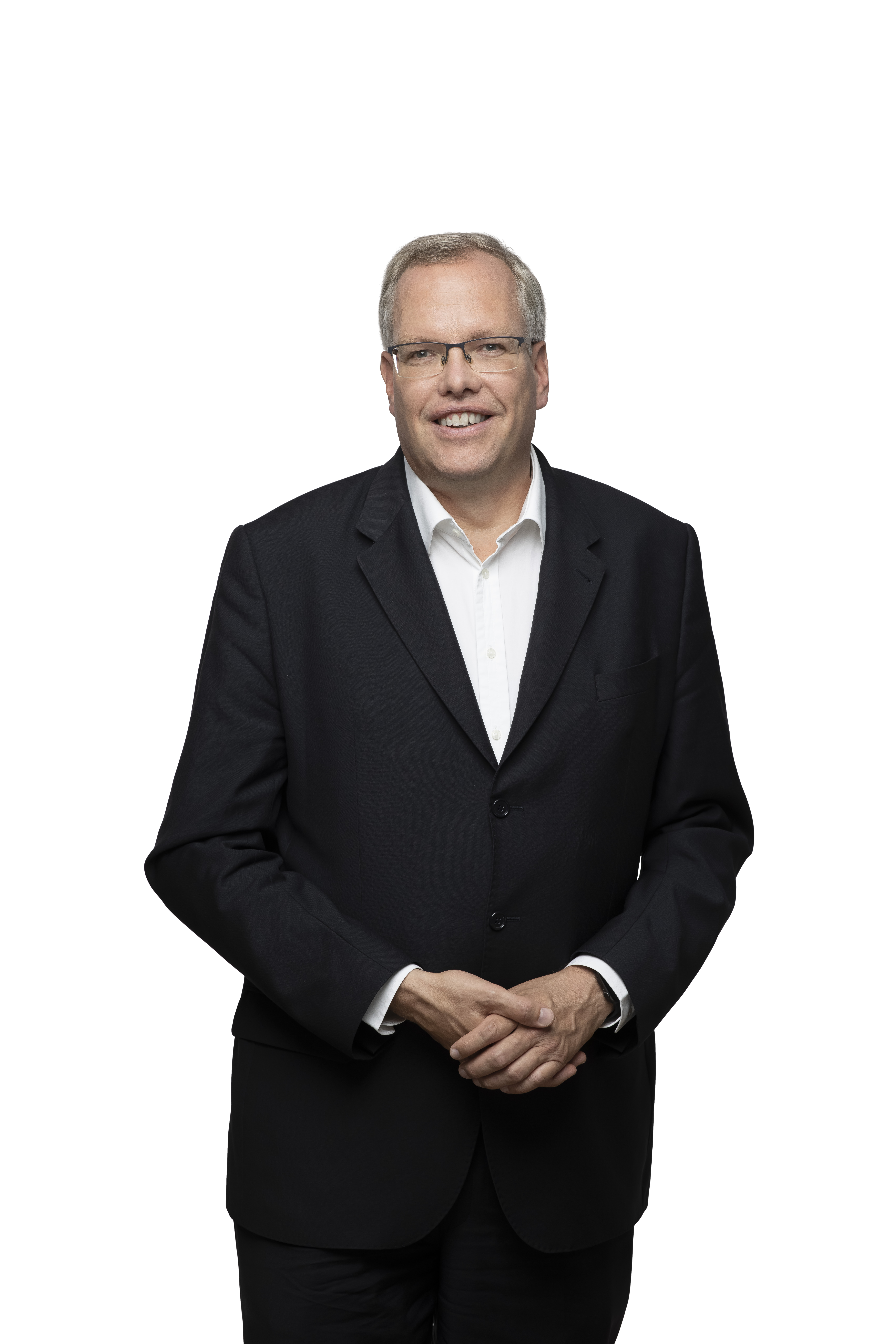
Albrecht Schütte (2020)

Albrecht Schütte (* 20. Dezember 1970 in Heidelberg) ist ein deutscher Politiker der Christlich-Demokratischen Union Deutschlands (CDU) und seit 2016 Abgeordneter im Landtag von Baden-Württemberg für den Wahlkreis Sinsheim.

## Leben
Schütte wuchs in der Metropolregion Rhein-Neckar auf. Das Abitur erwarb er am Hölderlin-Gymnasium in Heidelberg. Von 1991 bis 1997 studierte Schütte Physik in Zürich, Lyon und Vancouver und erwarb das Diplom an der ETH Zürich. Im Anschluss erwarb Schütte den Doktor der Physik an der Universität Heidelberg. Seine Dissertation in Theoretischer Physik trägt den Titel Hamiltonian Flow equations and the electron-phonon interaction. Von 2002 bis 2013 war Schütte Berater, Projektleiter und Principal bei der Boston Consulting Group in Zürich. Seit 2013 war er Abteilungsdirektor und Partner bei Allianz Consulting in München. Die Tätigkeit ruht seit 2018. Er war darüber hinaus Mitglied des Aufsichtsrats der PBW – Parkraumgesellschaft Baden-Württemberg mbH.
Neben seiner beruflichen Tätigkeit in der Wirtschaft setzt sich Schütte seit langem ehrenamtlich für seine Heimatregion Bammental ein. Seit 1987 ist er Ausbilder der DLRG und aktives Vorstandsmitglied der DLRG Bammental. Schütte ist auch Lehrscheininhaber und Ausbilder für Erste Hilfe. Seit 2012 ist er 1. Vorsitzender der DLRG Bammental. Dort bildet er Rettungsschwimmer aus, leistet Wachdienste im Bammentaler Waldschwimmbad, nimmt an Bezirks- und Landesmeisterschaften teil und trainiert Kinder und Jugendliche. Albrecht Schütte ist auch Gründungs- und Vorstandsmitglied des Waldschwimmbad-Fördervereins Bammental e. V. Der Erhalt kleiner Schwimmbäder liegt ihm besonders am Herzen. Neben zahlreichen Initiativen auf politischer Ebene verfolgt er dieses Ziel auch im Rahmen des Fördervereins mit Sitz in Bammental.
Schütte trat 1999 der CDU bei. Von 1999 bis 2009 war er Pressereferent der CDU-Bammental. Von 2001 bis 2009 übte er das Amt in Personalunion als Vorsitzender aus. Seit 2000 war Albrecht Schütte Zweikandidat der damaligen Landtagsabgeordneten Elke Brunnemer.
2009 übernahm er das Amt des Kreisschatzmeisters der CDU Rhein-Neckar; im Oktober 2021 wurde er zum Nachfolger von Karl Klein MdL im Amt des Kreisvorsitzenden der CDU Rhein-Neckar gewählt. Für den Kreisverband der CDU Rhein-Neckar leitet er darüber hinaus den Arbeitskreis Energie und Umwelt. Schütte ist Vorsitzender des Arbeitskreises Digitalisierung und Vernetzung der CDU Nordbaden und Mitglied im Bezirksvorstand.

## Politik
Seit 2004 ist Schütte Gemeinderat in seiner Heimatgemeinde Bammental und derzeit Fraktionsvorsitzender der Fraktion CDU/BV. Zur Landtagswahl in Baden-Württemberg 2016 trat er als Direktkandidat der CDU im Wahlkreis (41) Sinsheim/Neckargemünd/Eberbach an. Auf ihn entfielen 26,6 % der Erststimmen und er wurde über ein Zweitmandat in den Landtag von Baden-Württemberg gewählt. Er ist Mitglied im Ausschuss für Finanzen, im Ausschuss für Verkehr und im Ausschuss für Wissenschaft, Forschung und Kunst. Albrecht Schütte ist Sprecher seiner Fraktion für Entwicklungszusammenarbeit und Neue Mobilität. Er leitet seit 2019 die AG Entwicklungszusammenarbeit der CDU-Landtagsfraktion. Bei der Landtagswahl 2021 konnte er erneut über ein Zweitmandat in den Landtag einziehen.

## Belege
1. ↑  Landtag Baden Württemberg - Schütte. Archiviert vom Original (nicht mehr online verfügbar) am 16. Januar 2021; abgerufen am 6. April 2021.

| Personendaten    | Personendaten                  |
| ---------------- | ------------------------------ |
| NAME             | Schütte, Albrecht              |
| KURZBESCHREIBUNG | deutscher Politiker (CDU), MdL |
| GEBURTSDATUM     | 20. Dezember 1970              |
| GEBURTSORT       | Heidelberg, Deutschland        |